# تاکاشی اوهارا
تاکاشی اوهارا (انگلیسی: Takashi Ōhara; ۹ آوریل ۱۹۷۸ –) صداپیشه اهل ژاپن بود.